# День юриста

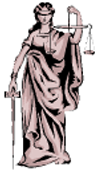
Феміда

Де́нь юри́ста — професійне свято. В Україні відзначається щорічно 8 жовтня.

## Україна
Свято встановлено в Україні «…на підтримку ініціативи Міністерства юстиції України, Спілки юристів України, Спілки адвокатів України…» згідно з Указом Президента України «Про День юриста» від 16 вересня 1997 року № 1022/97. Професійне свято юристів в Україні відзначається з 1997 року. Вважається, що саме 8 жовтня в 1016 році Київський князь Ярослав Мудрий видав перше зведення законів Руська правда.
Професійні свята та пам'ятні дати окремих категорій юристів
- 19 травня — День Святого Іва Кермартенського (Іво Гелорі), покровителя юристів, нотаріусів й адвокатів.
- 4 липня — День судового експерта
- 2 вересня — День нотаріату
- 8 жовтня — День юриста
- 1 грудня — День працівників прокуратури
- 15 грудня — День працівників суду
- 17 грудня — День працівника державної виконавчої служби
- 19 грудня — День адвокатури

## Республіка Білорусь
У Республіці Білорусь день юриста відзначається щорічно в першу неділю грудня відповідно до Указу Президента Республіки Білорусь від 26 березня 1998 року № 157 «Про державні свята, святкові дні та пам'ятні дати в Республіці Білорусь»

## Киргизстан
У Киргизстані день юриста відзначається в останню неділю червня. Свято встановлене 1993 року.

## Молдова
День юриста святкується 19 жовтня.

## Росія
У Росії День юриста відзначається 3 грудня. Свято встановлене 2008 року.
З 2009 року в День юриста здійснюється присудження найвищої юридичної премії Росії — «Юрист року».
Професійні свята Росії окремих категорій юристів
- 12 січня — День працівника прокуратури РФ.
- 29 березня — День спеціаліста юридичної служби (лише для військовослужбовців).
- 6 квітня — День працівника слідчих органів.
- 19 липня — День юридичної служби міністерства внутрішніх справ РФ.

## США
У Сполучених Штатах Америки не існує дня юриста. Натомість є свято День права (англ. Law Day). Свято було встановлене президентом США Дуайтом Ейзенхауером 1958 року. Відзначається 1 травня.

## Виноски
1. ↑  Указ Президента України «Про День юриста» від 16.09.1997 № 1022/97
2. ↑  Указ Президента Республіки Білорусь від 4 грудня 1997 року № 623 «Про встановлення святкового дня — Дня юриста [Архівовано 26 травня 2012 у Wayback Machine.]».
3. ↑  Постанова Уряду Киргизької Республіки від 24 червня 1993 року № 272
4. ↑  Указ Президента РФ від 4 лютого 2008 року № 130 «Про встановлення Дня юриста [Архівовано 6 червня 2011 у Wayback Machine.]» // Російська газета. — № 24. — 6 лютого 2008 року.
5. ↑  U.S. Code, Title 36, Subtitle I, Part A, Chapter 1, § 113. Архів оригіналу за 16 квітня 2010. Процитовано 7 жовтня 2011.